# Welcome 2 Detroit
Welcome 2 Detroit (englisch für „Willkommen in Detroit“) ist ein Lied des US-amerikanischen Rappers Trick-Trick, das er zusammen mit dem Rapper Eminem aufnahm. Der Song ist die einzige Singleauskopplung seines Debütalbums The People vs. und wurde am 11. Oktober 2005 veröffentlicht.

## Inhalt
| Liedteil   | Künstler    |
| Refrain    | Eminem      |
| 1. Strophe | Eminem      |
| 2. Strophe | Trick-Trick |
| 3. Strophe | Trick-Trick |

Welcome 2 Detroit ist eine Hymne auf Detroit, die Heimatstadt von Trick-Trick und Eminem. Beide rappen über ihren Zusammenhalt und wie sie sich gegenseitig in ihrer Stadt unterstützen. Dabei wird auch von Waffengewalt und Kriminalität berichtet.

“Where’s my gangstas and all my thugs?

Throw them hands up and show some love

And I welcome you to Detroit city

I said welcome to Detroit city”

## Produktion
Der Song wurde von Eminem produziert, der zusammen mit Trick-Trick und Luis Resto auch als Autor fungierte.

## Musikvideo
Bei dem zu Welcome 2 Detroit gedrehten Musikvideo führte der Regisseur Davy Duhamel Regie. Auf YouTube verzeichnet es über 24 Millionen Aufrufe (Stand: Juli 2025).
Das Video wurde im Club The Shelter in Detroit gedreht und zeigt Trick-Trick und Eminem unter anderem bei einem Auftritt. Zudem orientiert es sich am Liedtext als Eminem bei einer Auseinandersetzung im Club Trick-Trick anruft und ihn um Hilfe bittet. Dieser taucht letztendlich mit seinem Gefolge im Club auf und beginnt eine Schlägerei. Auch Mitglieder der Detroiter Rapgruppen D12 und Goon Squad sind im Video zu sehen.

## Single

### Covergestaltung
Das Singlecover ist in Schwarz-weiß gehalten und zeigt Trick-Trick, der ein Basecap trägt. Links im Bild befindet sich der weiße Schriftzug Trick-Trick featuring Eminem und im unteren Teil des Bildes steht der Titel Welcome 2 Detroit in Rot.

### Titelliste
1. Welcome 2 Detroit (Radio Edit) – 3:57
2. Welcome 2 Detroit (Album Version) – 4:45
3. Attitude Adjustment (feat. Jazze Pha) – 3:46
4. Welcome 2 Detroit (Video) – 4:07

### Chartplatzierungen
Welcome 2 Detroit stieg am 17. März 2006 auf Platz 25 in die deutschen Charts ein und erreichte fünf Wochen später mit Rang 20 die höchste Position. Insgesamt konnte sich der Song 13 Wochen lang in den Top 100 halten. In Österreich belegte das Lied Platz 20, in Finnland Rang 12 und in den Vereinigten Staaten Position 100 der Charts.
| ChartsChartplatzierungen       | Höchstplatzierung | Wochen |
| ------------------------------ | ----------------- | ------ |
| Deutschland (GfK)              | 20 (13 Wo.)       | 13     |
| Österreich (Ö3)                | 24 (13 Wo.)       | 13     |
| Vereinigte Staaten (Billboard) | 100 (1 Wo.)       | 1      |

### Auszeichnungen für Musikverkäufe
Welcome 2 Detroit wurde im Jahr 2025 für mehr als 500.000 Verkäufe in den Vereinigten Staaten mit einer Goldenen Schallplatte ausgezeichnet.

| Land/Region               | Auszeichnungen für Musikverkäufe (Land/Region, Auszeichnung, Verkäufe) | Verkäufe |
| ------------------------- | ---------------------------------------------------------------------- | -------- |
| Vereinigte Staaten (RIAA) | Gold                                                                   | 500.000  |
| Insgesamt                 | 1× Gold ·                                                              | 500.000  |

Hauptartikel: Eminem/Auszeichnungen für Musikverkäufe